# Sparrmannia ricinocarpa
Sparrmannia ricinocarpa är en malvaväxtart som först beskrevs av Christian Friedrich Frederik Ecklon och Zeyh., och fick sitt nu gällande namn av O. Kuntze. Sparrmannia ricinocarpa ingår i släktet Sparrmannia och familjen malvaväxter. Utöver nominatformen finns också underarten S. r. macrocarpa.